# Skradinski buk
Skradinski buk är en plats vid floden Krka inom Krkas nationalpark i Kroatien. Den ligger nära nationalparkens huvudentré i Lozovac och nås också per båt från staden Skradin nedströms.
Vid Skradinski buk finns Krka-flodens sjunde, längsta och sista katarakter, en barriär av travertin, som ger en serie på 17 spektakulära vattenfall längs med en sträcka på 800 meter. De enskilda katarakterna är mellan 200 och 400 meter breda, och den sammanlagda fallhöjden är 45,7 meter. Katarakterna ligger omkring 13 kilometer nedströms Roški slap, där Krka får tillflöde från floden Čikola, omkring 49 kilometer från flodens källa.
Över floden har byggts en drygt fyra kilometer spångad vandringsled.

## Vattenkraftverk
Områdets vattenkraft har tidigare utnyttjats för vattenkvarnar och andra vattenkraftdrivna verkstäder. Det finns också rester av  Kroatiens första vattenkraftverk, Krka vattenkraftverk, senare kallat Jaruga I vattenkraftverk. Detta invigdes den 28 augusti 1895 och en andra turbin installerades 1899. Kraftverket var i drift till första världskriget, då det lades ned av skäl som hade med kriget att göra. Från Skradinski buk byggdes samtidigt elva kilometer transmissionsledningar och ett elektriskt nät för gatubelysning i Šibenik.
Det nuvarande Jaruga II-kraftverket, 100 meter nedströms, byggdes 1904, med ytterligare turbiner 1936.

## Bildgalleri

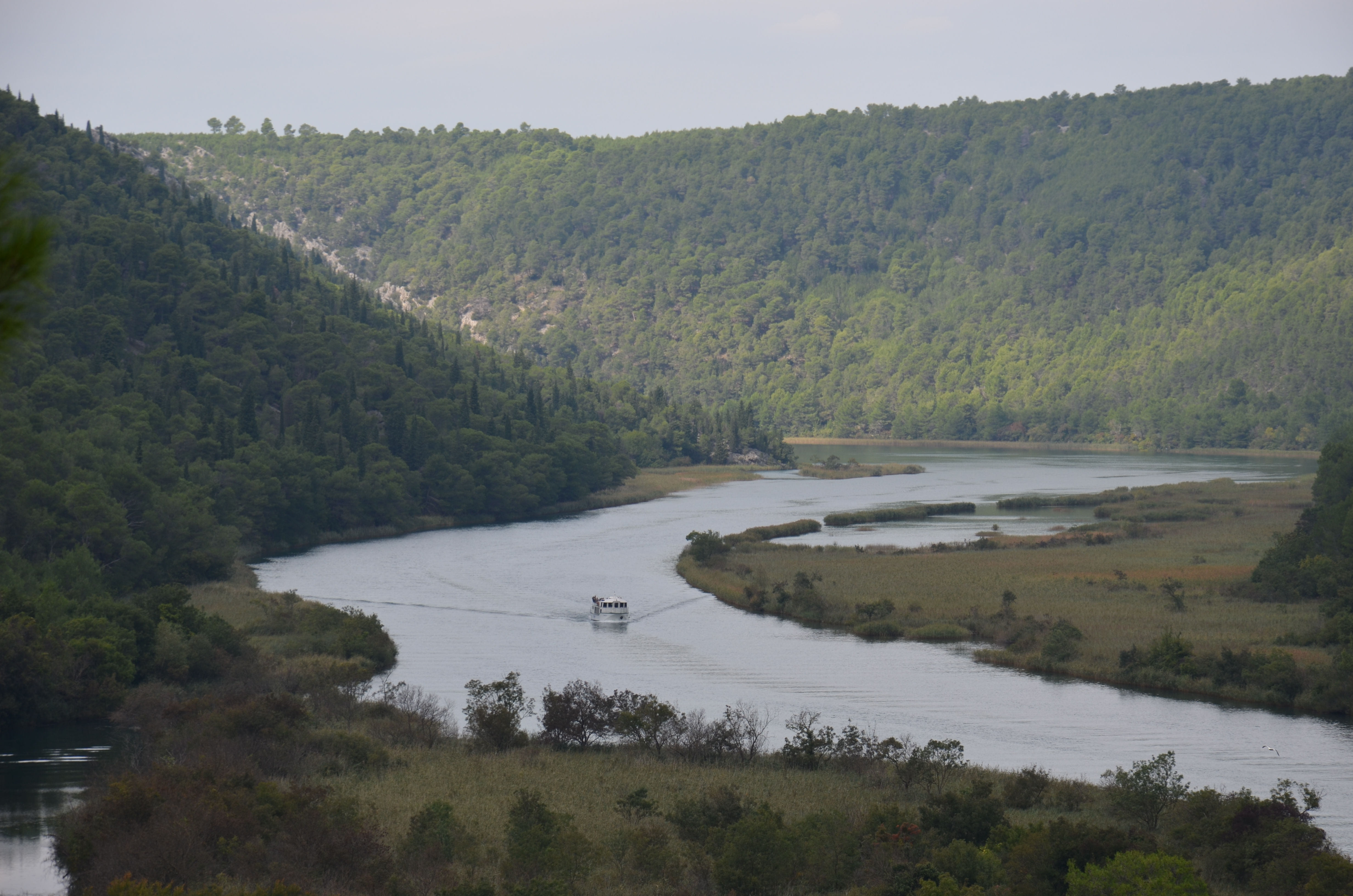
Floden Krka, omedelbart söder om Skradinski buk-katarakterna
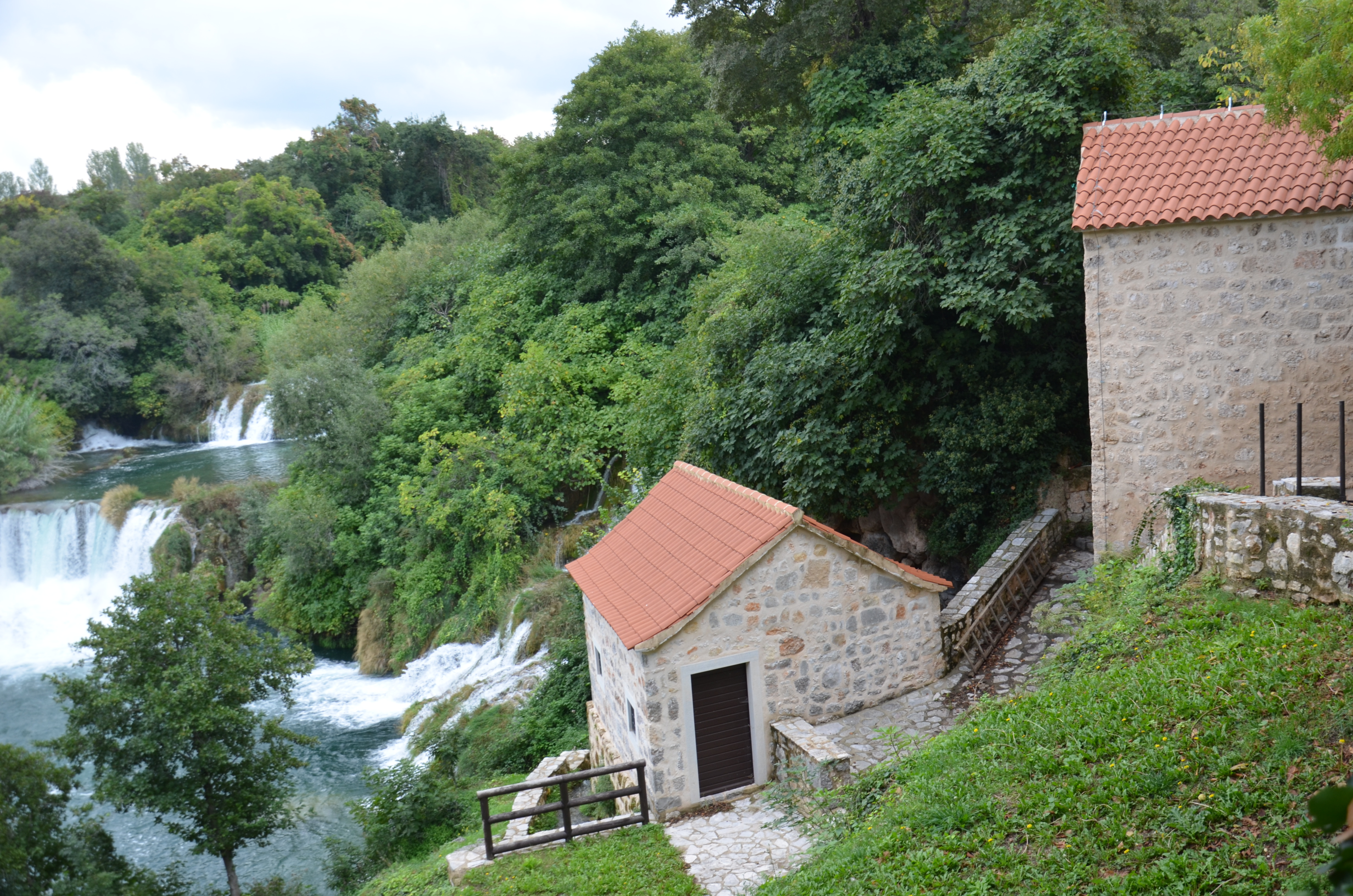
Byggnader i Skradinski buk
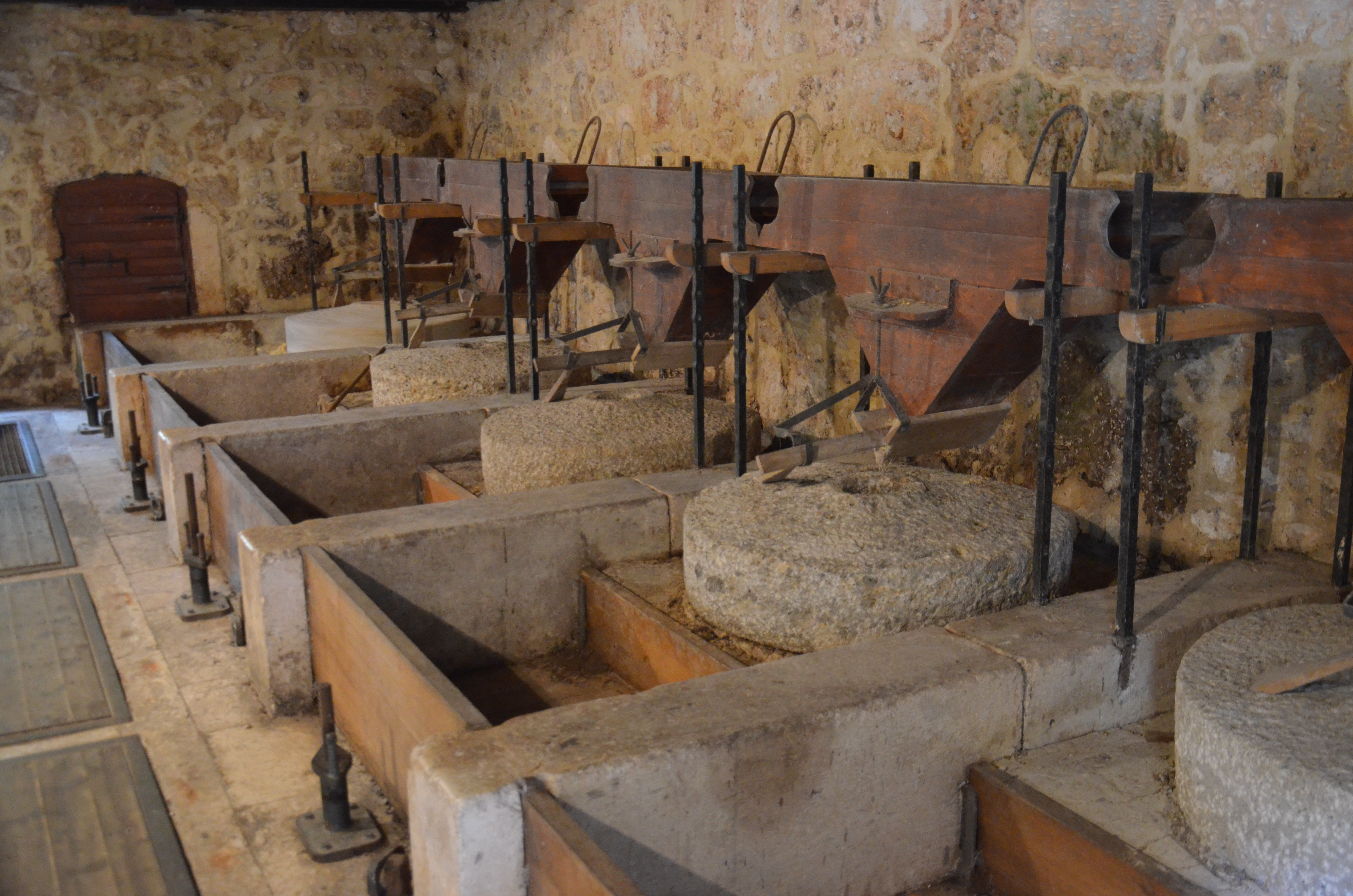
Kvarn
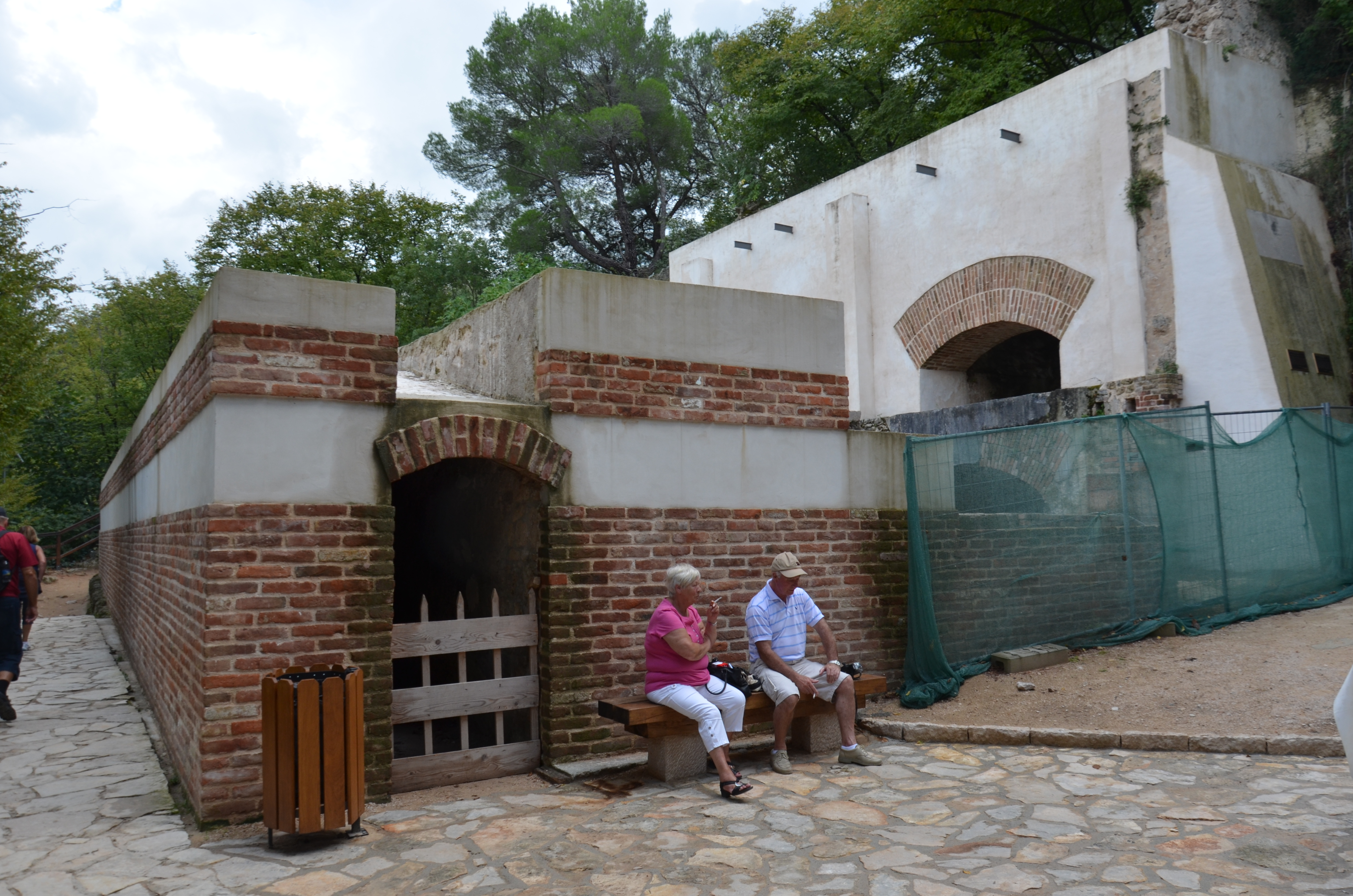
Ruiner efter vattenkraftverket Jaruga I
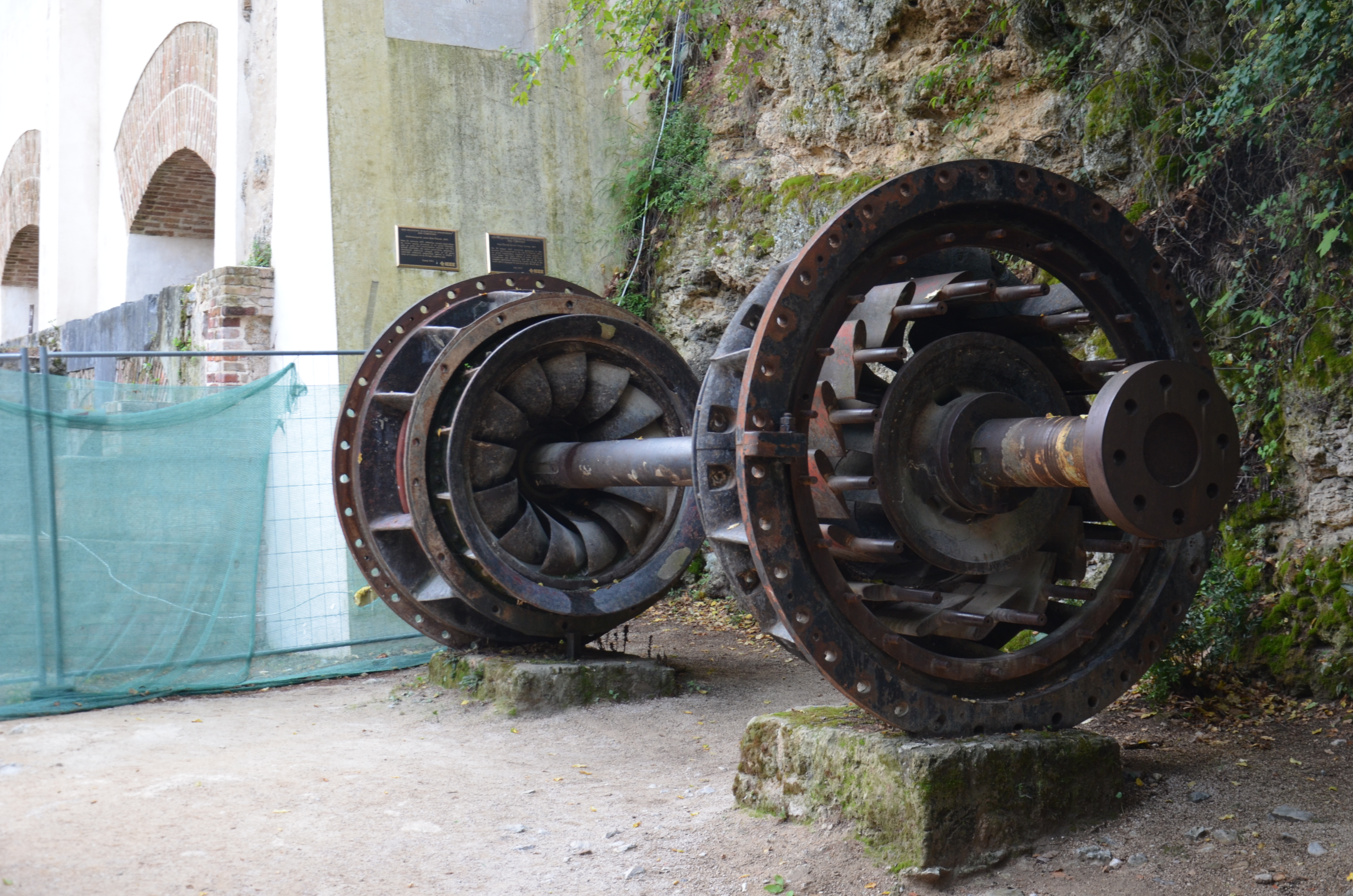
Turbin från Jaruga II
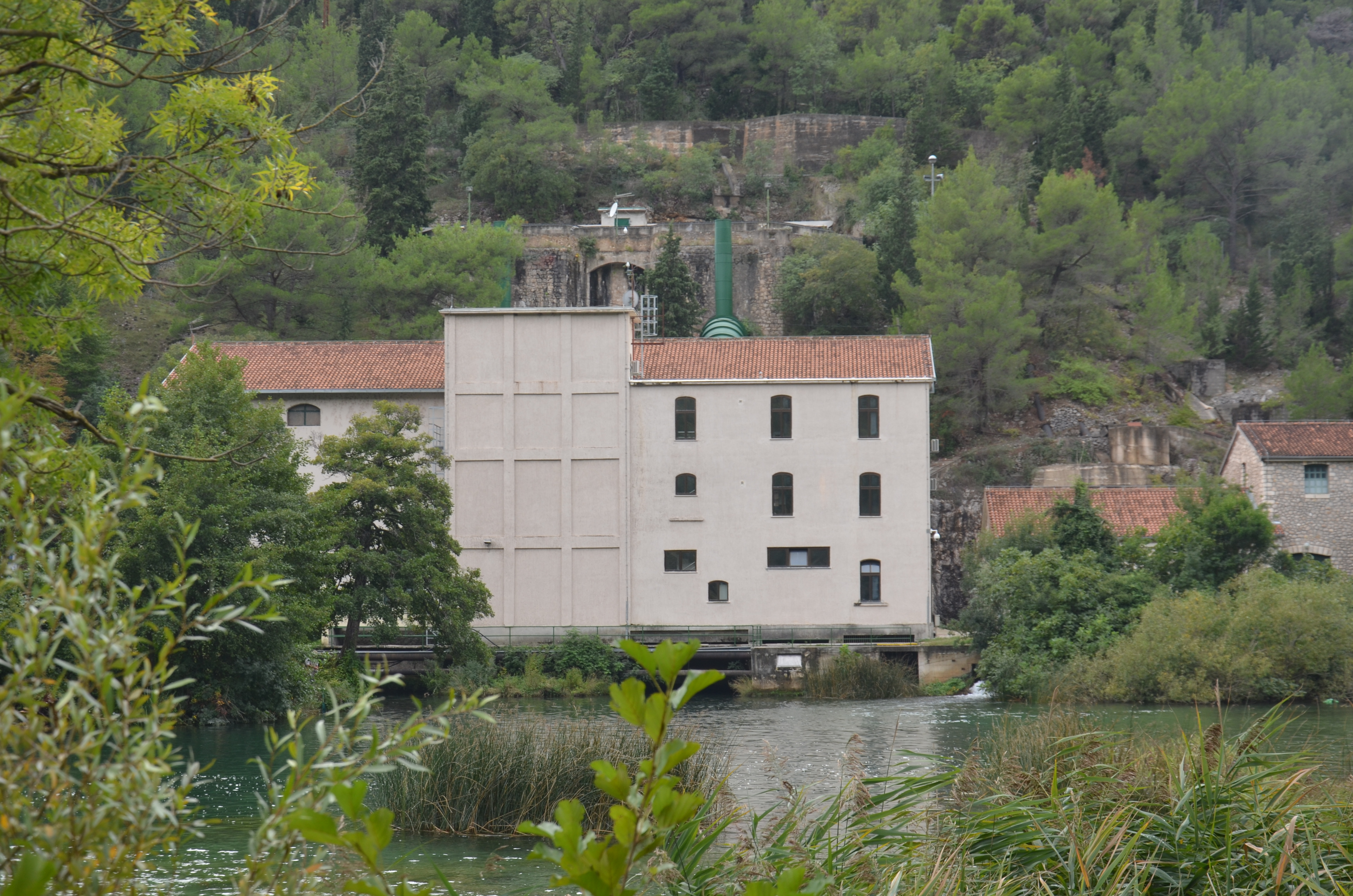
Vattenkraftverket Jaruga II
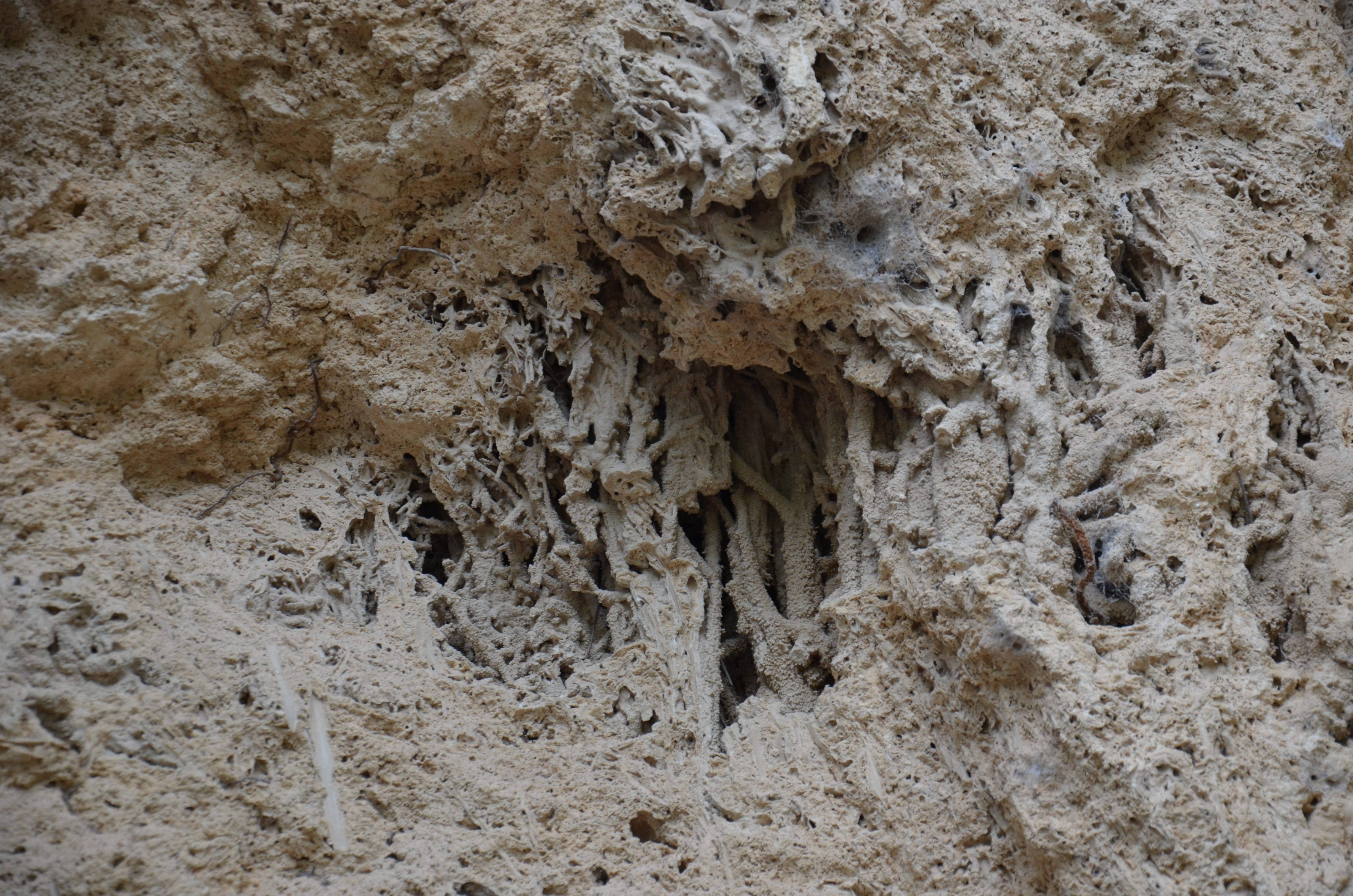
Karstformation
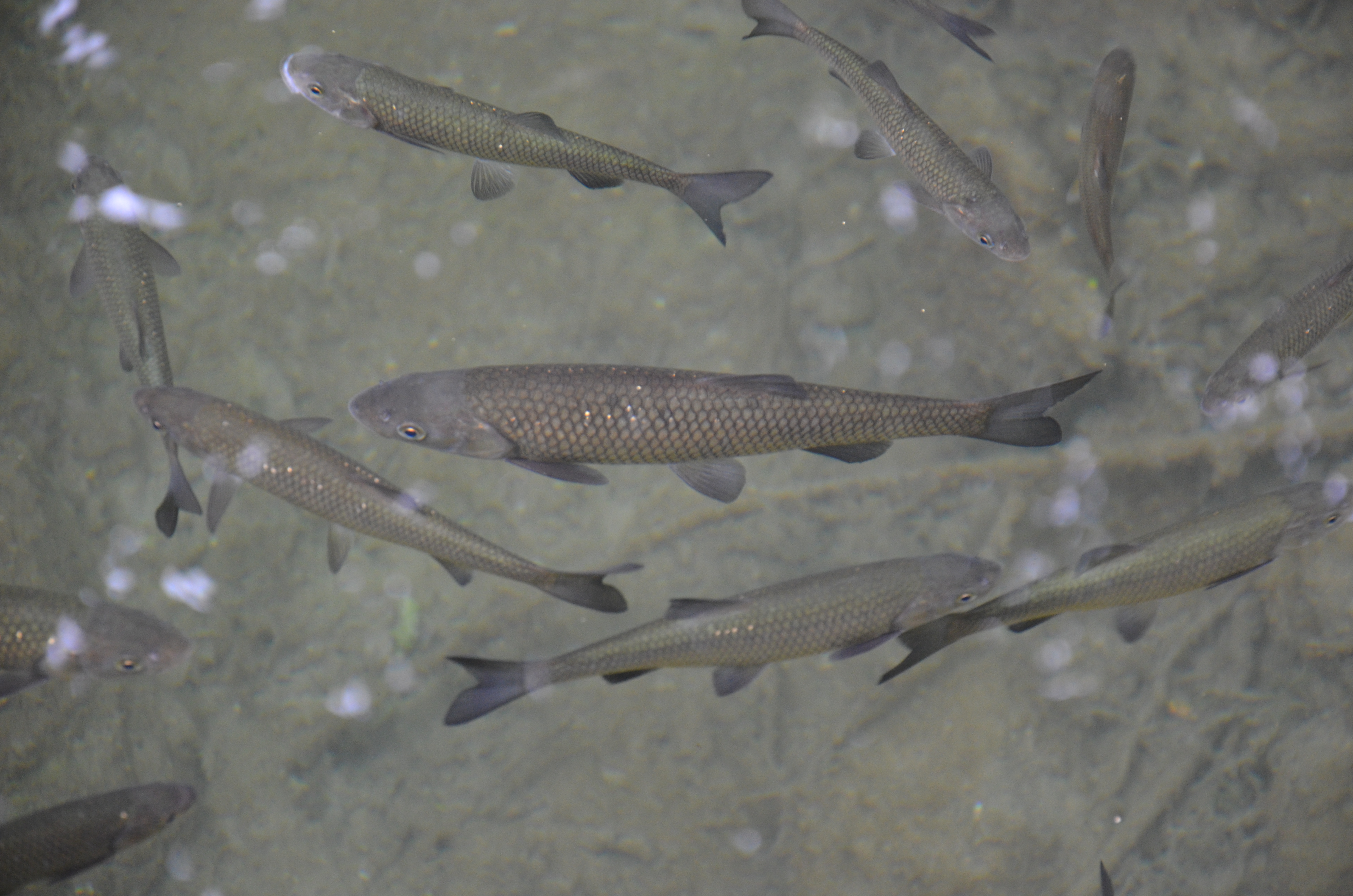
Illyrisk id